# Onthophagus lassulus
Onthophagus lassulus är en skalbaggsart som beskrevs av Vladimir Balthasar 1964. Onthophagus lassulus ingår i släktet Onthophagus och familjen bladhorningar. Inga underarter finns listade i Catalogue of Life.